# East Side Gallery

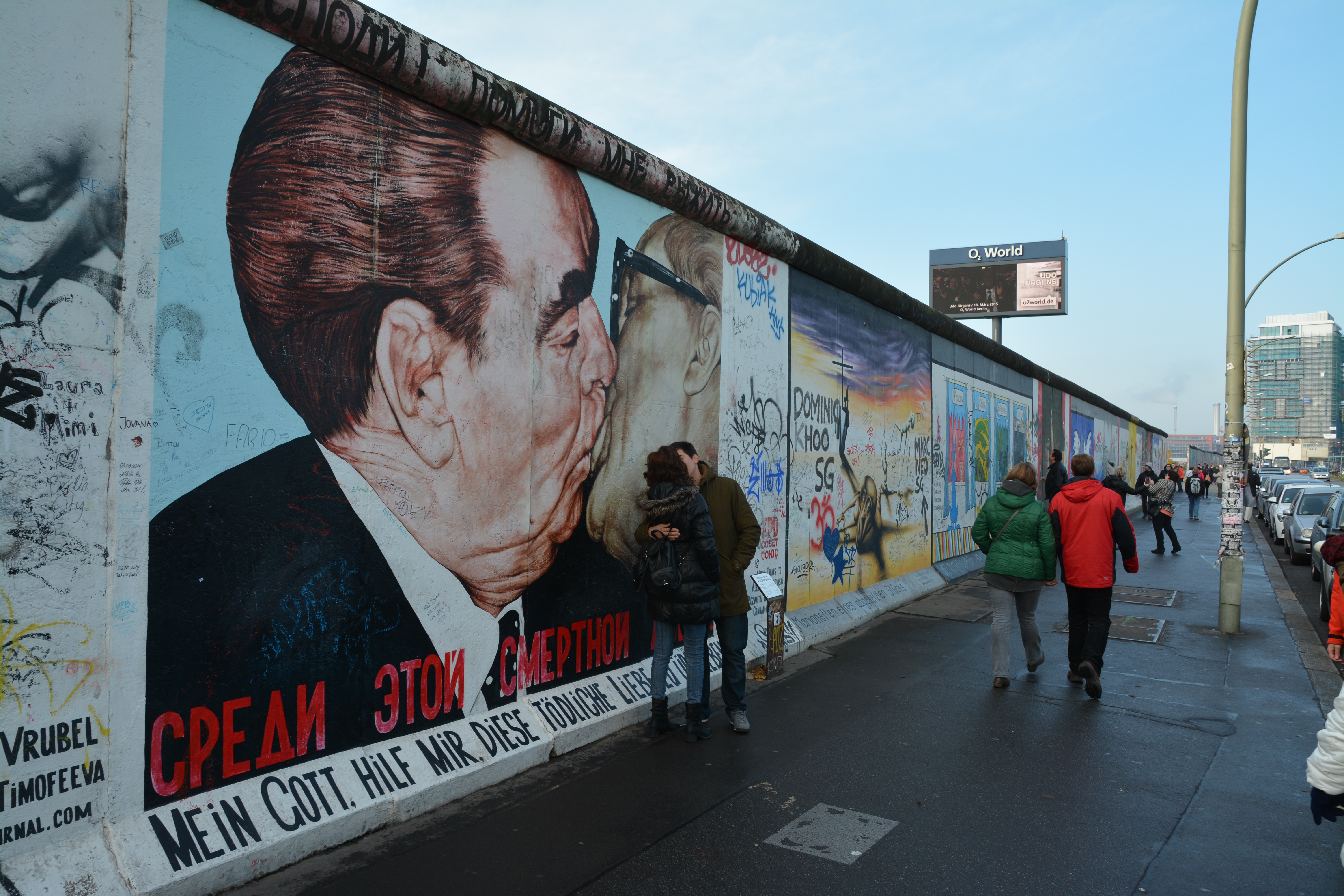
Mur Berliński stał się mekką dla graficiarzy – fragment graffiti przedstawiający Leonida Breżniewa oraz Ericha Honeckera

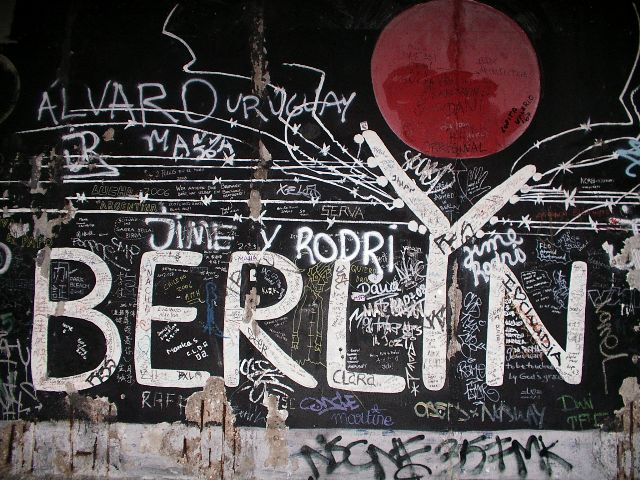
Gerhard Lahr „Berlyn“

East Side Gallery – galeria-pomnik dla wolności stworzony przez artystów z całego świata na fragmencie Muru Berlińskiego o długości 1316 m, usytuowanym niedaleko Dworca Wschodniego w Berlinie.
Galeria składa się z około 106 obrazów. Pierwsze obrazy zostały stworzone przez Christine Mac Lean w grudniu 1989 zaraz po upadku Muru. Kasra Alavi, Kani Alavi, Jim Avignon, Thierry Noir, Ingeborg Blumenthal, Ignasi Blanch i Gisbert i inni poszli wkrótce potem w jej ślady tworząc prawdopodobnie największą na świecie galerię obrazów na świeżym powietrzu.